# Viettesia erastrioides
Viettesia erastrioides là một loài bướm đêm thuộc phân họ Arctiinae, họ Erebidae.